# Slavko Goldstein
Slavko Goldstein (Sarajevo, 22 agosto 1928 – Zagabria, 13 settembre 2017) è stato un letterato, politico e storico jugoslavo e poi croato.

## Biografia

### Famiglia
Il nonno Aron era arrivato a Karlovac nel 1890 dalla Transilvania durante la Monarchia austro-ungarica. Lì lavorò nella libreria di Lisander Reich e si sposò con la sorella di quest'ultimo, Adolfa. I Goldstein aprirono un commercio a Topusko e successivamente si trasferirono a Orljavac nel bacino di Požega. Da lì passarono a Tuzla dove aprirono un negozio e dove nacque il padre di Slavko, Ivo (Izchak). Dopo il diploma di agronomia a Vienna, il padre di Slavko tornò brevemente a Tuzla e, in quanto convinto sionista, si trasferì quindi in Palestina. Lì visse in un kibbutz agricolo vicino a Haifa. Nel 1928, con la moglie Lea, che aveva incontrato in Palestina, ritornò nel Regno di Jugoslavia - non a Tuzla da suo padre, ma a Karlovac dove rilevò la libreria dallo zio Lisander Reich. Slavko nacque durante un viaggio a Sarajevo e trascorse la sua infanzia a Karlovac con il fratello Danko (Daniel), dove suo padre era un affermato libraio.

### Seconda guerra mondiale
Durante la seconda guerra mondiale e l'occupazione della Jugoslavia, il 13 aprile 1941, suo padre fu arrestato dagli Ustaša, e Slavko sfuggì da Karlovac a Bansko Kovačevac dove venne nascosto dalla famiglia Djerek. Suo fratello Danko portò a Tuzla suo nonno Aron, mentre sua madre Lea rimase in carcere da luglio ad agosto, quando fu liberata grazie ad alcuni amici. Nel gennaio 1942 tutti e tre si ritrovarono a Kraljevica. 
Si unirono quindi ai Partigiani con i quali rimasero fino alla fine della guerra. Slavko Goldstein terminò la guerra, a 17 anni, con il grado di tenente. 
Sua madre Lea passò la guerra nel servizio medico e suo fratello Danko fece da corriere per l'agitprop del Comitato Centrale del Partito Comunista Jugoslavo (KPJ).
Il padre di Slavko fu ucciso al campo di concentramento di Jadovno alla fine di luglio o il primo giorno dell'agosto del 1941. A parte il padre, durante l'olocausto, Slavko perse il ramo di Tuzla della famiglia, tutti uccisi nei campi di concentramento di Jasenovac e Auschwitz.

### Dopo la guerra
Dopo la guerra, Slavko Goldstein si diplomò nel 1947 al ginnasio di Karlovac. Quindi si trasferì a Zagabria con la sua famiglia. Dopo l'istituzione dello stato d'Israele nel 1949, Slavko emigrò con il fratello Danko e partecipò alla guerra per l'indipendenza di Israele come membro delle forze di difesa israeliane. Per alcuni anni visse in un kibbutz con il fratello.  Ritornato alla Jugoslavia socialista negli anni Cinquanta, studiò letteratura e filosofia alla Facoltà di Filosofia dell'Università di Zagabria, ma non si laureò mai.
Nel 1950, Slavko sposò la croata Vera Goldstein; il loro figlio Ivo Goldstein è nato nel 1958.

### Carriera letteraria nella Jugoslavia socialista
Durante gli studi, Goldstein cominciò a lavorare come giornalista. Ha lavorato per la casa cinematografica Jadran, e nel 1952 è stato membro dello staff di Vjesnika u srijedu, redattore di Radio Zagabria e dal 1969 direttore della casa editrice Stvarnost. 
Fin dagli anni '50 Slavko Goldstein è stato costantemente attivo nel giornalismo, nella pubblicazione e nella vita pubblica in Jugoslavia e in seguito in Croazia. Ha anche lavorato come redattore di Vjesnik. È stato fondatore della casa editrice Sveučilišne naklade Liber."
Goldstein ha inoltre diretto cinque film documentari e ha scritto sceneggiature per diversi film jugoslavi sulla Seconda Guerra Mondiale come Signali nad gradom (1960) e Akcija stadion (1977, co-scritto con Dušan Vukotić). La sua casa editrice ha pubblicato più di 150 libri e, come editore, ha lavorato su circa 400 titoli in totale.

### Intellettuale e politico nella Croazia indipendente
Goldstein si autodefiniva come "jugoslavo".
Il 20 maggio 1989, insieme al fratello e ai numerosi associati della Cankarjeva založba, dove lavorava (vi erano impiegati Vlado Gotovac e Božo Kovačević), fondò il primo partito politico croato, il Partito Social-Liberale Croato (HSLS) e fino a febbraio 1990 ne fu Presidente, fino a quando fu sostituito da Drazen Budis.  Ha lanciato la rivista per la cultura democratica "Erazmus", di cui è stato anche il caporedattore..
Durante gli anni '90 Goldstein si oppose apertamente alla politica autoritaria del presidente croato Franjo Tudjman e al processo di privatizzazione. Insieme a numerosi altri intellettuali croati, firmò una richiesta per le dimissioni del presidente Tudjman nel 1993, pubblicata nella rivista Erazmus.
Goldstein sosteneva anche che Tudjman fosse più un politico che uno storico, e che interpretasse la storia secondo le sue opinioni politiche. Per Goldstein, Tudjman era una personalità solida che flirtò con alcune idee della Grande Croazia, ma non con l'ideologia ustascia.
Nel 2007 Goldstein pubblicò il libro 1941. - Godina koja se vraća  ("1941 - L'anno che ritorna") per il quale ha ricevuto il Premio Kiklop per l'opera pubblicista dell'anno. Ha fondato la casa editrice "Novi Liber" e ha pubblicato più di 150 libri e come editore ha lavorato su circa 400 titoli.
Goldstein calcolava inoltre che il cardinale Alojzije Stepinac fosse riuscito a salvare poco più di Cinquecento persone tra ebrei e serbi e spiega il suo atteggiamento di fronte al regime con una lucida analisi: "Si impegnava, e proclamava dal pulpito il suo no al razzismo, ma senza mai condannare direttamente il regime fascista e il suo Duce. Perché gli ustascia restavano parte integrante del suo gregge, e il loro Stato cattolico era giunto come evento provvidenziale. Al contrario, i partigiani comunisti e scismatici incarnavano l'Anticristo".

### Dirigente della comunità ebraica di Zagabria
Per un periodo Goldstein è stato presidente della comunità ebraica di Zagabria e della "Società culturale Miroslav Šalom Freiberger", e insieme a suo figlio, lo storico Ivo, ha promosso la ricostruzione della sinagoga di Zagabria.
Slavko Goldstein è stato anche il primo presidente della comunità religiosa ebraica Beth Israel di Zagabria, fondata nel 2007 dopo un conflitto interno nella comunità ebraica di Zagabria guidata da Ognjen Kraus.

### Ultimi anni
Nel 2008, anche se aveva affermato che avrebbe visitato Bleiburg insieme al presidente dello SDP Zoran Milanović, Goldstein vi ha infine rinunciato definitivamente perché "non ho voluto ferire i sentimenti di persone a me molto vicine che mi hanno implorato di non andare a Bleiburg."
Dopo la vittoria della coalizione guidata dallo SDP nelle elezioni parlamentari del 2011, Goldstein è diventato consulente speciale per la cultura del primo ministro croato Zoran Milanović, nonché presidente del Consiglio del centro memoriale di Jasenovac. Nel 2011, insieme a suo figlio Ivo, ha pubblicato il libro Jasenovac i Bleiburg nisu isto ("Jasenovac e Bleiburg non sono la stessa cosa"). In questo libro si oppone a coloro che sostengono che "... Jasenovac e Bleiburg sono semplicemente due reati identici con diversi segni ideologici". Nel 2012 ha sostenuto l'iniziativa del fratello Danko per abolire la commemorazione parlamentare delle vittime del massacro di Bleiburg.
Nel 2015, Slavko Goldstein si è opposto all'iniziativa di introdurre il saluto Za dom spremni come saluto ufficiale delle Forze Armate della Repubblica di Croazia. Goldstein ha dichiarato che non sarebbe in grado di vivere in Croazia se il saluto ustascia fosse introdotto tra i militari, nelle scuole o in altre istituzioni statali e che avrebbe immediatamente cercato asilo politico in un altro paese europeo.
Slavko Goldstein è morto a Zagabria il 13 settembre 2017.

## Opere
- Okrug Karlovac 1941; (con I. Butković e M. Bekić), 1965.[13]
- Holokaust u Zagrebu; 2001.
- 1941. – Godina koja se vraća; 2007.
- Jasenovac and Bleiburg are not the same; 2011 (con il figlio Ivo Goldstein)[22]
- Josip Broz Tito; 2015. (con il figlio Ivo Goldstein)[23]